# Varme dage
Varme dage (russisk: Горячие денечки) er en sovjetisk film fra 1935 af Aleksandr Sarchi og Iosif Chejfits.

## Medvirkende
- Nikolaj Simonov som Mikhail Trofimovitj Belokon
- Tatjana Okunevskaja som Tonja Zjukova
- Janina Zjejmo som Kika
- Nikolaj Tjerkasov som Kolka Losjak
- Aleksandr Melnikov som Melnikov